# Pozsonyi vár
A pozsonyi vár (szlovákul: Bratislavský hrad, németül: Pressburger Schloss) egy nagy történelmi múlttal rendelkező várkomplexum a Kis-Kárpátok egy elszigetelt hegyén, a Duna bal partján, Pozsony történelmi városrészében.

## Története

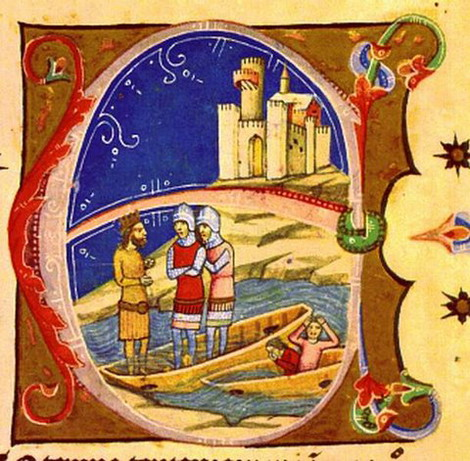
Jelenet a Képes krónikából: III. Henrik német-római császár elveszíti a hadihajóit Pozsony alatt

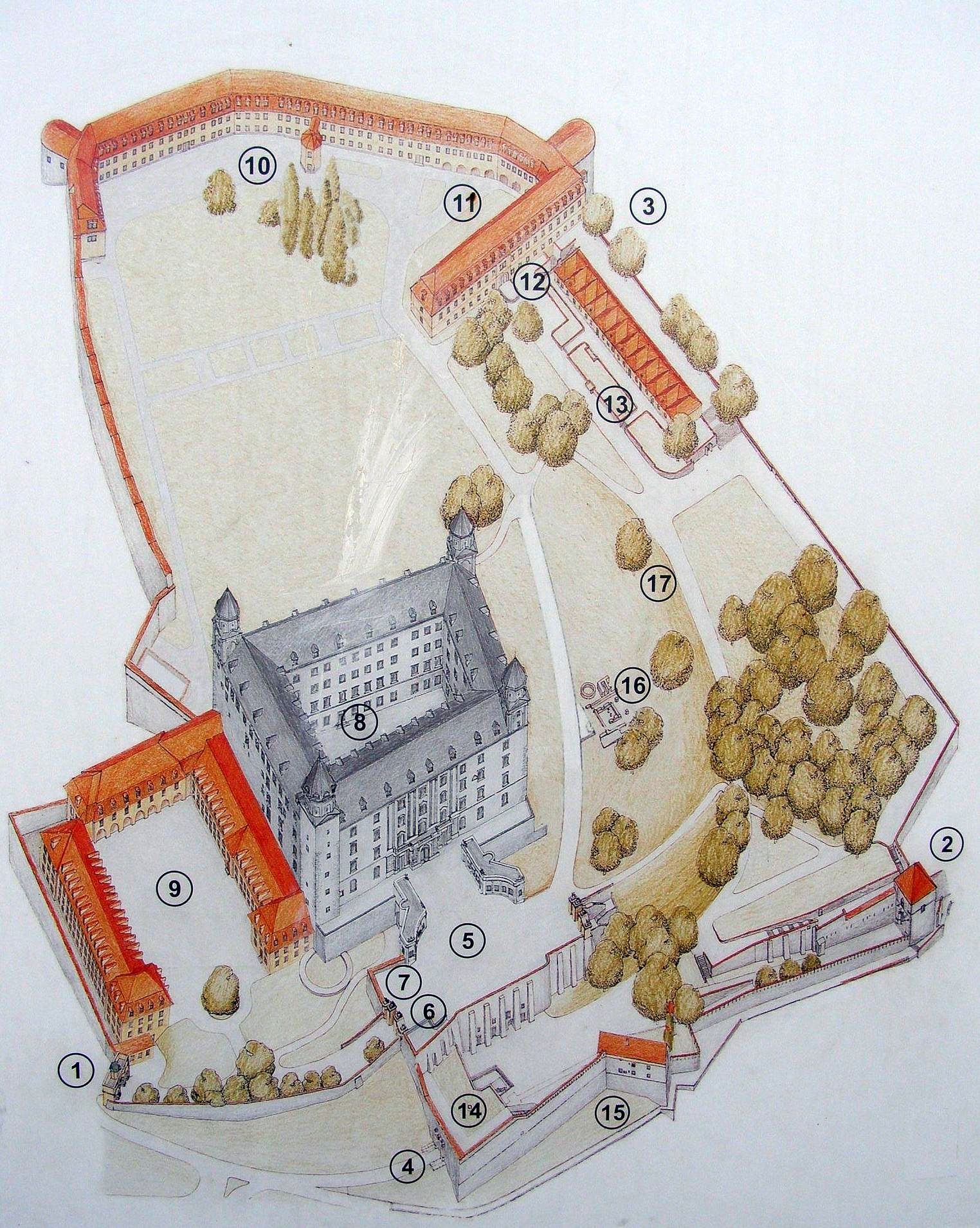
A vár részei
1. Bécsi kapu
2. Zsigmond-kapu
3. Miklós-kapu
4. Lipót-kapu
5. Dísz tér
6. Kilátó bástya
7. Alagsor a Dísz tér alatt
8. Palota
9. Épület a nyugati teraszon
10. Az északi várfalon álló épület
11. Luginsland-bástya
12. A Miklós-kapu melletti épület
13. Várborozó
14. Délnyugati bástya a Lipót-udvar mellett
15. Ház a déli előbástyán
16. A nagymorva bazilika és a Legszentebb Megváltó templomának helye
17. Ciszterna

Már a honfoglalás előtt vár állt Pozsonyban, Braszlav pannóniai karoling hűbéres herceg erődje. A várhegy 902-től folyamatosan magyar uralom alatt volt, határvédő szerepe korán kialakult. Először 907-ben említi a mai vár helyét a Fuldai évkönyv.
1042-ben, az I. Szent István király halálát követő trónharcok idején I. Břetislav cseh fejedelem rövid időre el tudta foglalni a várat, innen ered a város mai neve. Ekkor még csak föld-fa szerkezetű vár volt. 1052-ben, III. Henrik serege ostromolta a várat, amikor egy Zotmund nevű katona a víz alatt a Dunán horgonyzó ellenséges hajókat megfúrta, és elsüllyesztette.
A várban szívesen tartózkodott Salamon király is; Rőtszakállú (Barbarossa) Frigyes a vár alatt gyűjtötte össze keresztes hadát 1189-ben. A tatárok nem tudták elfoglalni a várat 1241-ben, ezért felégették a környező Vödricet, és Széplakot. 1265. október 25-én Přemysl Ottokár cseh király a várban jegyezte el IV. Béla magyar király unokáját, Kingát (Kunigundát).
Az első pozsonyi országgyűlést 1402-ben Zsigmond király tartotta a várban.
1420-ban a huszita harcok fenyegetései miatt nagyarányú építkezések indultak meg.1429-ben Luxemburgi Zsigmond, magyar és cseh király  akit időközben német-római császárrá választottak, Pozsonyba hívta össze a birodalmi országgyűlést. Pozsony nemcsak Magyarország, de a német-római császárság egyik központja lett. 1430 körül Pozsonyt országainak legfőbb székhelyévé kívánta tenni, ezért még életében megkezdődött a vár gótikus stílusban történő átépítése és egy kút ásása is, de a nagyméretű építési munkálatok az uralkodó halálakor még csak a kezdeti szakaszban voltak. Az építési munkálatok az uralkodó halálával anyagi fedezet hiányában lelassultak. Mátyás király is gyakran tartózkodott a várban; 1491-ben itt állapodott meg II. Ulászló és I. Miksa, hogy a Jagelló-ház kihalása esetén a magyar trónt a Habsburgok öröklik.
A mohácsi csata után, még abban az évben itt ülésezett az országgyűlés. Az 1536. évi országgyűlés kimondta, hogy a magyar kormány székhelye, az ország fővárosa Pozsony legyen. A XVI. században már 43 országgyűlést tartottak a fellegvárban.
1526 után a vár délnyugati tornyában őrizték a magyar koronát. A legtöbb koronaőrt a Pálffy család adta. 1552-től 1556-ig tartott a vár reneszánsz átépítése Pietro Ferrabosco vezetésével, akkorra a várpalota kinézete kezdte megközelíteni a napjainkban látható formáját. Pálffy II. Miklós grófot 1580. december 23-án Pozsony vármegye főispánjává nevezték ki, egyúttal az időközben Salm Miklós gróf halála után a vár megürült főkapitányi tisztét is betöltötte, Rudolf király pedig 1599. július 24-én Pozsony vármegye örökös főispánságával és Pozsony várának örökös főkapitányságával jutalmazta.
Az időközben romba dőlt pozsonyi királyi vár helyreállítási munkálatainak felügyelésével az 1630. évi országgyűlés saját elnökét, Pálffy III. Pál nádort (sz. 1589. v. 1590) bízta meg. Pálffy nádor és országbíró az építkezéseket közmegelégedésre vezette. A bemutatott számadása alapján az 1649. évi országgyűlésen egybegyűlt rendek elismerést szavaztak neki. Az általa épített királyi vár közel két századon át állott fenn s országos fontosságú események színhelye lett. Itt ismertetett el a Habsburg-ház örökösödési joga 1687-ben és itt köttetett a III. Károly-féle pragmatica sanctio, melyet Pálffy V. János gróf nádor és fővezér – horvát bánként – előbb maga szavaztatott meg horvát területen, majd fogadtatott el a magyar főúri rendekkel. 1741. június 25-én, a pozsonyi vár alatti Szent Márton-dómban Esterházy Imre prímás és Pálffy János nádor Mária Teréziát királynővé koronázta. A Pálffyak tették kellemes lakhellyé a palotát és az öreg tornyot. Nevük évszázadokra egybeforrott a vár történetével.
Az 1723. évi 45. törvénycikk és Pálffy V. Miklós nádor rendeletére itt jött létre, majd 1784-es Budára költözéséig itt működött az Országos Levéltár.
Mária Terézia királynő szívesen tartózkodott a várban, és az ő idejében épült a  kút melletti nagy víztározó. Mária Terézia leánya, Mária Krisztina 1766-ban költözött férjével, Albert herceggel a várba. A vár vízvezeték rendszerét Kempelen Farkas tervezte; a vizet lovak által hajtott szivattyúk nyomták fel a Duna szintjéről vezetékeken keresztül a várudvar alatti alagsorban létesített tartályokba. II. József idejében a várban börtönt, és papnevelő intézetet létesítettek. A vár 1811. május 28-án leégett, a legenda szerint hazájukból elhurcolt itáliai katonák gyújtották föl. A tűz által megkímélt épületrészeket a későbbiekben a katonaság laktanyaként használta.
Az egykori prímási palotában írta alá Haynau az 1848–49-es forradalom és szabadságharc magyar főtisztjeinek, az aradi vértanúknak a halálos ítéletét.
1909-ben Brolly Tivadar pozsonyi polgármester felvetette a vár újjáépítésének ötletét, de erre végül nem került sor. Az első világháború után a pozsonyi vár a Csehszlovák Köztársaság, majd a Jozef Tiso vezette első Szlovák Köztársaság része lett, ahol felvetődött a magyar uralomra emlékeztető várrom teljes eltüntetése, hogy helyére az állami hivataloknak vagy a Comenius Egyetemnek új épületet emeljenek. Ennek érdekében nemzetközi pályázatot is hirdettek a várhegyen, és a mellette lévő Víz-hegyen épülő diákváros terveire. A második világháború után az eredeti tervekkel ellentétben mégis sor került a vár újjáépítésére, de a vár alatti zsidónegyedet az épülő új Duna-híd miatt csaknem teljes egészében lebontották. 1953-ban a kommunista csehszlovák hatóságok döntöttek a rekonstrukciójáról. A palotának kész kellett lennie 1968. október 28-ára, hogy ott írhassák alá a cseh–szlovák föderációról szóló törvényt. Ennek az eseménynek az emlékére ültették a külső várfalakon belül lévő nagymorva bazilika mellett álló három hársfát.

## Napjainkban
A pozsonyi várban a Szlovák Nemzeti Múzeum egyik fő része, a Történeti Múzeum (Historické múzeum), és a Szlovák Nemzeti Tanács reprezentációs termei működtek. A Luginsland-bástyában hangszerkiállítás volt. A várban jelenleg 2009 óta rekonstrukciós munkálatok folynak, melyek végeztével várhatóan új kiállítások nyílnak majd. 2010-ben a bejárat előtt politikai indíttatásból átadták I. Szvatopluk morva fejedelem lovas szobrát, melynek talapzatán kezdetben az "ószlovákok királya" felirat volt olvasható. A szobrot művészi, a felállíttatását pedig politikai és történelmi oldalról is kritikák érték.

## Képek

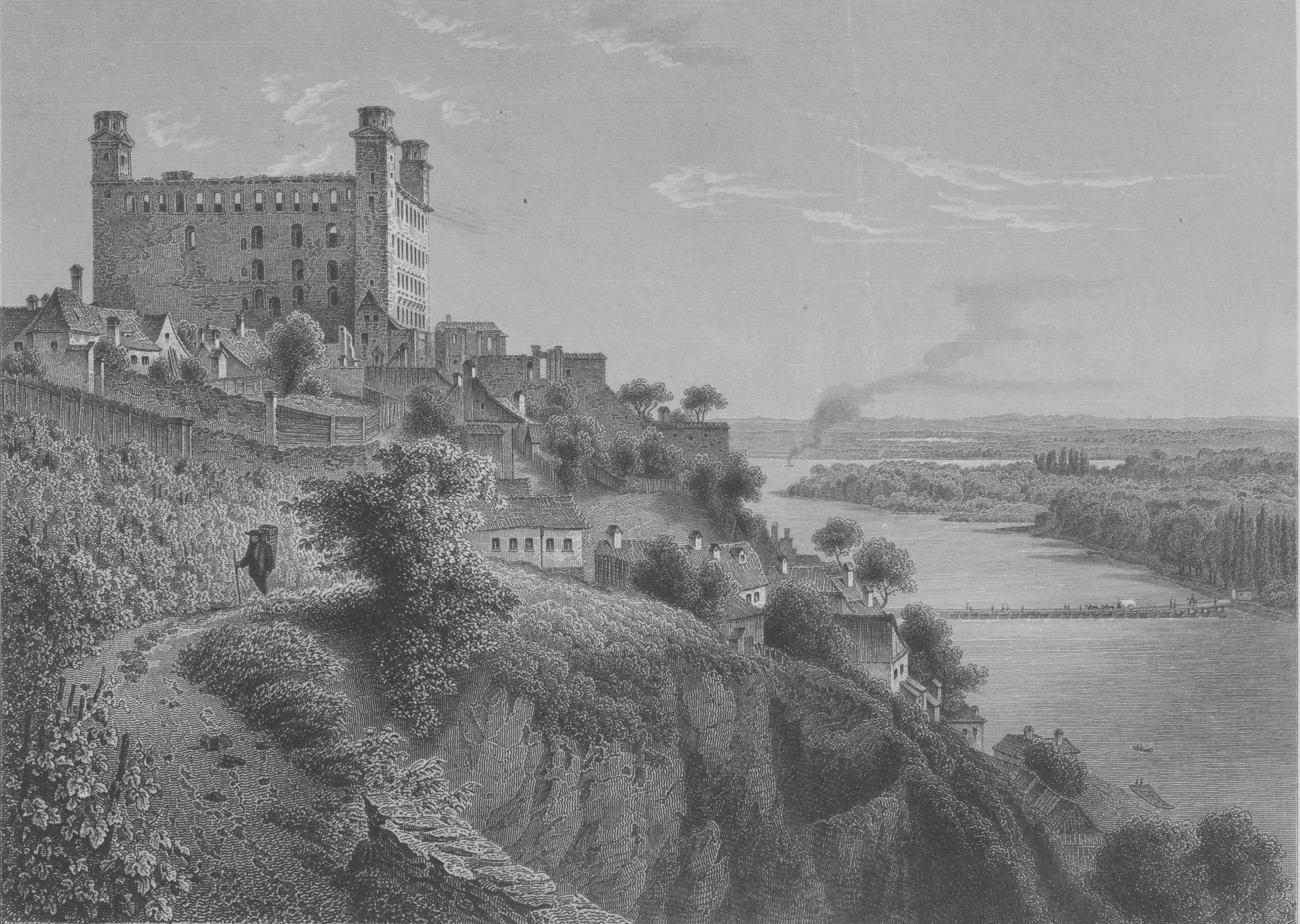
A 19. század közepén
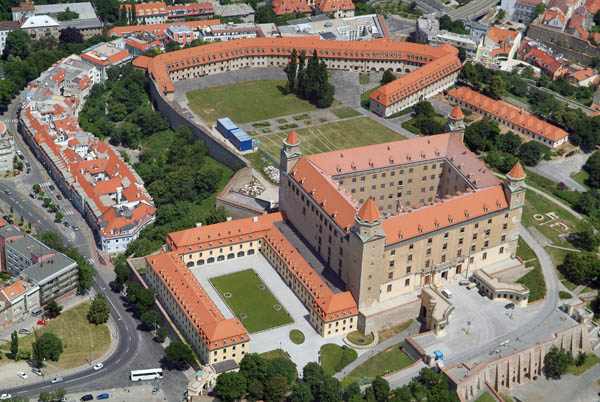
Légifotó
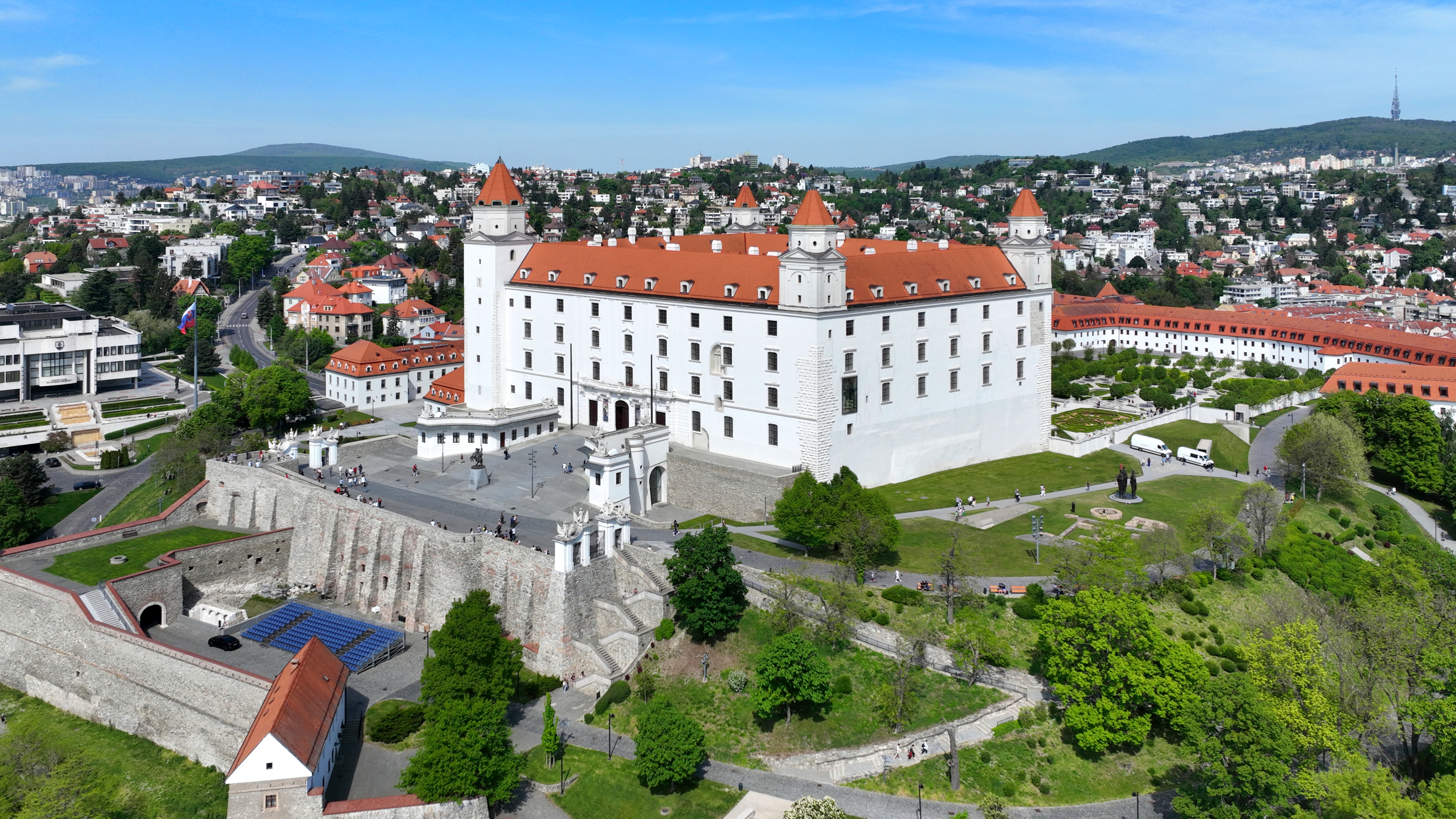
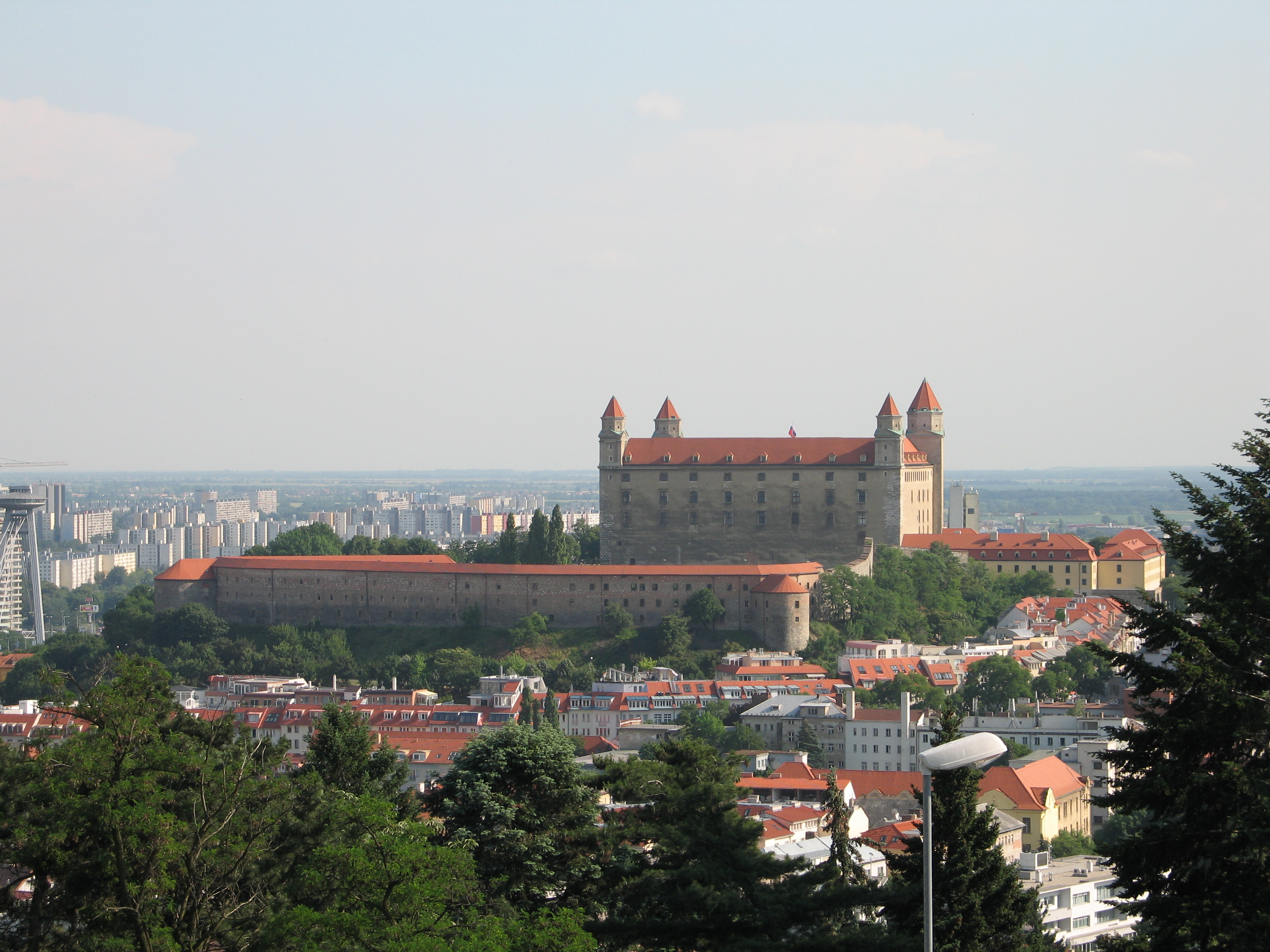
A vár északi oldala

## Külső hivatkozások
- https://web.archive.org/web/20140908130532/http://www.viapalffy.sk/s/12?lang=hu
- Az arisztokrácia építkezései a Nyugat-Felvidéken
- Pozsony.lap.hu – Linkgyűjtemény
- Pavol Komora: Pozsony. A vár PDF